# Miki Sugawara
Miki Sugawara (菅原 美希) és una exfutbolista japonesa.

## Selecció del Japó
Va debutar amb la selecció del Japó el 1998. Va disputar 7 partits amb la selecció del Japó.

## Estadístiques
| Selecció del Japó | Selecció del Japó | Selecció del Japó |
| Anys              | Partits           | Gols              |
| ----------------- | ----------------- | ----------------- |
| 1998              | 7                 | 2                 |
| Total             | 7                 | 2                 |